# La Granja de la Costera
La Granja de la Costera é um município da Espanha na província de Valência, Comunidade Valenciana. Tem 0,8 km² de área e em 2021 tinha 281 habitantes (densidade: 351,3 hab./km²).

## Demografia
| Variação demográfica do município entre 1991 e 2004 | Variação demográfica do município entre 1991 e 2004 | Variação demográfica do município entre 1991 e 2004 | Variação demográfica do município entre 1991 e 2004 |
| --------------------------------------------------- | --------------------------------------------------- | --------------------------------------------------- | --------------------------------------------------- |
| 1991                                                | 1996                                                | 2001                                                | 2004                                                |
| 371                                                 | 363                                                 | 349                                                 | 342                                                 |